# .45 ACP
.45 ACP и .45 Auto, где ACP — от англ. Automatic Colt Pistol, .45 caliber — автоматический пистолет Кольта калибра 0,45 дюйма (иногда на европейский манер обозначается как 11,43 мм или 11,43x23 mm) — американский пистолетный унитарный патрон с бесфланцевой гильзой цилиндрической формы, разработанный в 1904 году. Принят на снабжение Армии США в 1911 году вместе с принятием на вооружение пистолета M1911. Был основным армейским пистолетным патроном США обе мировые войны и после, вплоть до операции Буря в пустыне. С самого появления является популярным патроном и на гражданском рынке: как для самообороны (особенно в США), так и для спорта. Создан на основе старого револьверного патрона .45 Schofield, но с диаметром фланца как у стандартного винтовочного патрона.

## История

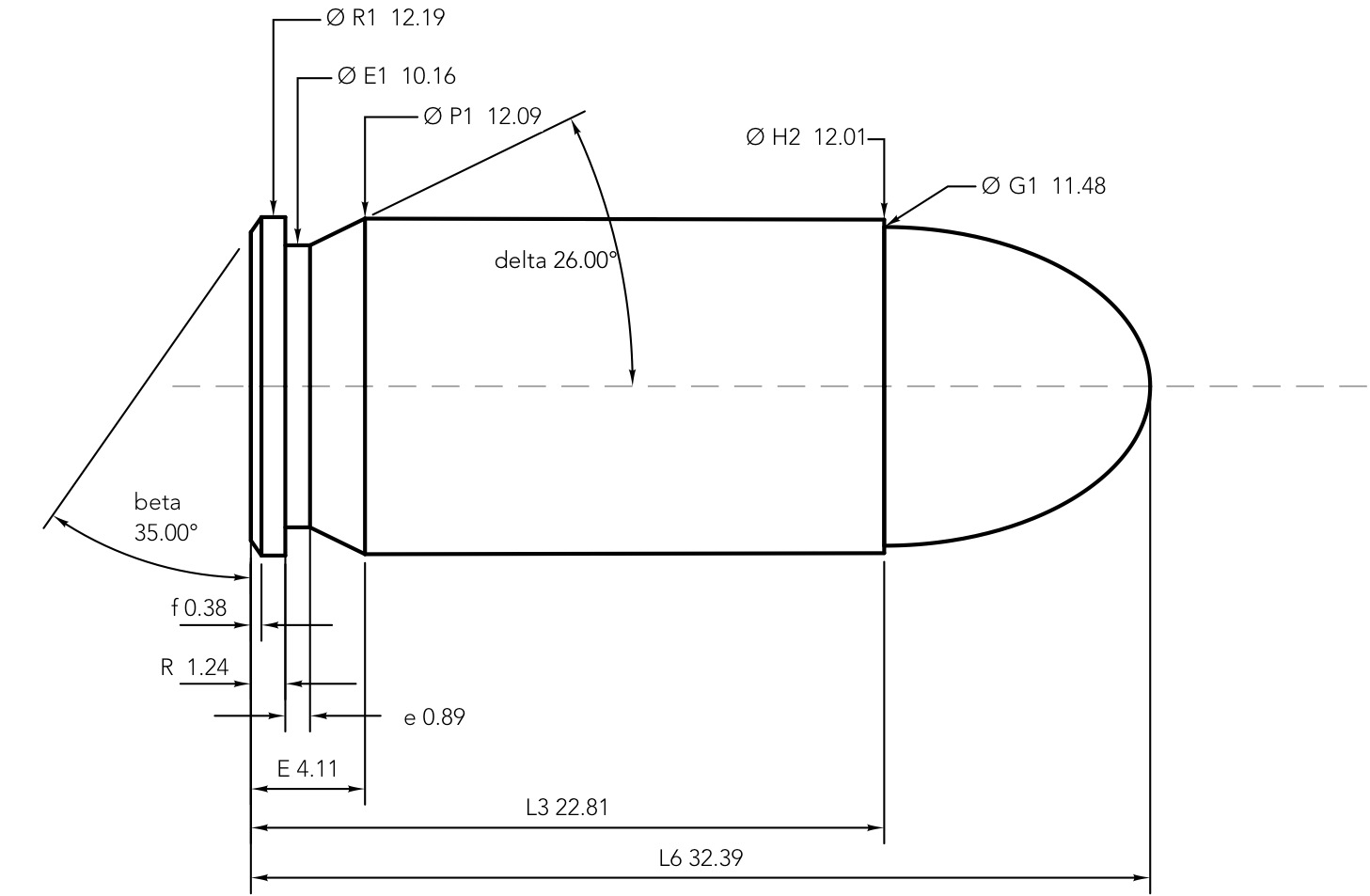
Размеры патрона .45 ACP

В 1904 году армия США провела конкурс на новый пистолетный патрон. На конкурс было представлено большое количество различных патронов калибра от .31 до .455. Однако по результатам конкурса ни один из представленных патронов на вооружение принят не был. После длительных экспериментов, проведённых к 1904 году, американские военные пришли к выводу, что для перспективного личного оружия калибр .38 недостаточен, и наиболее подходящим является калибр .45 (0,45 дюйма). Для удовлетворения требований военных Джоном Браунингом в 1904 году создан новый патрон (при участии фирмы Кольт, с которой он также совместно разрабатывал перспективный пистолет). Ранний вариант патрона имел пулю массой 200 гран (13 г), но позже остановились на более тяжёлой пуле массой 230 гран (14,9 г). В 1906 году прошёл первый этап испытаний пистолетов под новый патрон. Свои пистолеты представили DWM, Savage и Colt. DWM сняла с испытаний свои крупнокалиберные парабеллумы по неустановленным причинам. На втором этапе конкурса в 1910 году Savage выбыла со своим пистолетом из-за большого числа задержек. В процессе испытаний сам патрон тоже подвергался совершенствованию по требованию военных. Победителем в итоге стала фирма Кольт с пистолетом конструкции Дж. Браунинга, который был принят на вооружение под наименованием Automatic Pistol, Caliber .45, Model of 1911 или кратко M1911. Патрон к нему принят на снабжение под наименованием Pistol Ball Cartridge, Cal. .45, Model of 1911 или кратко Pistol Ball .45 M1911. Следует указать, что большое участие в выборе и одобрении патрона и оружия принял известный американский офицер, начальник отдела стрелкового оружия в Департаменте вооружений Джон Томпсон — будущий создатель пистолета-пулемёта.
На базе этого патрона в 2002 году по заказу компании Glock был создан патрон .45 GAP, с аналогичными характеристиками, но меньшей длиной гильзы.

## Использование
Под этот патрон был создан пистолет Кольт M1911, а впоследствии ряд американских пистолетов-пулемётов (Томпсон, M3 и др.).
Патрон имеет низкую начальную скорость пули, и поэтому он часто используется для создания «бесшумных» вариантов оружия с глушителями.
Во время Первой мировой войны этот патрон также использовался в револьверах Кольт M1917 и, поскольку гильза патрона имеет невыступающую закраину, нуждался в полукруглой обойме для экстракции из барабана.
В годы Второй мировой войны патроны .45 ACP использовались уже значительно больше. США поставляли их для пистолетов-пулеметов Thompson всех модификаций, пистолетов-пулеметов UD M1942, M3, Reising M50, Reising M55 и других. Патроны .45 ACP поставлялись и в СССР по программе ленд-лиза вместе с пистолетами-пулеметами Thompson и пистолетами M1911.
В Англии патрон использовался с пистолетами системы Веблей-Скотт 0,455.

## Достоинства и недостатки
Как и все боеприпасы, патрон .45 ACP имеет свои достоинства и недостатки:
| Достоинства | Недостатки |
| --- | --- |
| Вполне комфортная стрельба патроном и умеренная отдача даже в небольшом оружии, несмотря на большой калибр. | Относительно высокая цена и масса патрона, а также большие габариты.                                                                             |
| Высокое останавливающее действие даже обычной оболочечной пули (FMJ), относительно высокая убойная сила оболочечной пули из-за большой массы и размера пули, и адекватной дульной энергии (500 Дж) даже при её невысокой скорости, в этом плане она превосходит такие популярные патроны как 9 × 18 мм ПМ, 7,62 × 25 мм ТТ, 9 × 19 мм Парабеллум. Тяжелая крупная пуля лучше передает энергию и создает широкий раневой канал, который не может затянуться, как бывает от пуль малого калибра при невысокой скорости, из-за чего быстро падает артериальное давление, и раненый перестает оказывать сопротивление, даже если не был выведен из строя моментально от попадания пули. | Низкое пробивное действие по некоторым твёрдым преградам вследствие низкой начальной скорости и большой площади соприкосновения пули с объектом. |
| Возможность устанавливать на оружие простой по конструкции глушитель из-за дозвуковой начальной скорости пули. | Невысокая боевая дальность стрельбы. |

## Оружие, использующее патрон
- Ballester-Molina
- Colt Double Eagle
- FP-45 Liberator
- Glock 21
- HK UMP
- HK HK45
- HK USP
- Ingram MAC-10
- Ingram Model 6
- La France M16K
- M1911
- M1917
- M3
- Micro-Uzi
- Mini-Uzi
- Reising M50 / M55
- KRISS Vector
- Thompson M1928A1
- Thompson M1
- Thompson M1A1
- Uzi
- ОЦ-69
- SIG Sauer P220
- De Lisle carbine
- AF2011-A1 «Second Century»

## Производство
Также выпускается на экспорт Тульским патронным заводом.

## .45 Super
.45 Super — усиленный вариант патрона .45 ACP, разработанный для повышения дульной энергии и настильности стрельбы без значительного увеличения габаритов оружия. Разработка была начата в 1980-х годах американским оружейником Дином Греннелом (Dean Grennell), завершена в конце десятилетия при участии компании Ace Custom .45s. Патрон был коммерциализирован Triton Cartridge и в дальнейшем выпускался различными производителями, включая Buffalo Bore.

### Конструкция и характеристики
.45 Super сохраняет размеры стандартного патрона .45 ACP, но изготовлен из более прочной латуни, способной выдерживать давление до 2700 бар — почти вдвое выше, чем у классического .45 ACP (примерно 1450 бар). Масса пули и калибр остаются прежними. Однако благодаря современному пороху (оригинальный .45 ACP рассчитывался на ранние бездымные пороха начала XX в.) пуля уже может преодолевать звуковой барьер, а энергия достигать 800 Дж и более.
Для безопасного использования патрона требуется усиленное оружие с надёжной системой запирания, усиленной возвратной пружиной и желательно — дульным тормозом или компенсатором. Стрельба .45 Super из оружия, предназначенного исключительно для .45 ACP, может привести к повреждению оружия и травмам. К моделям, совместимым с .45 Super, относятся HK USP (штатно) и Glock 21 (после установки усиленной возвратной пружины). 

### Применение
.45 Super позиционируется как патрон для охоты, самообороны и службы, где требуются улучшенные баллистические характеристики при сохранении совместимости с компактными пистолетами. Несмотря на это, он не получил широкого распространения, уступив более поздним патронам типа .460 Rowland и 10mm Auto.